# Лебедево (Нижегородская область)
Лебедево — деревня в Городецком районе Нижегородской области. Входит в состав Смольковского сельсовета.

## История
Постановлением НКВД от 8 июля 1920 г. деревня Дристуново переименована в Лебедево.

## Население
| 2002 | 2010 |
| ---- | ---- |
| 12   | →12  |